# Mactra queenslandica
Mactra queenslandica is een tweekleppigensoort uit de familie van de Mactridae. De wetenschappelijke naam van de soort is voor het eerst geldig gepubliceerd in 1914 door E. A. Smith.